# The Turbo A.C.’s
The Turbo A.C.’s ist eine Punkrock-Band aus New York, die auch Elemente des Surf-Rock aufgreift.

## Bandgeschichte
Die Band um den Sänger und Gitarristen Kevin Cole spielte in kleineren Clubs in New York, bevor 1996 das erste Album Damnation Overdrive vom Hardcore Punk-Label Blackout! Records veröffentlicht wurde. In der Folge tourten die „Turbo A.C.'s“ durch die USA und im Anschluss daran durch Europa.  
Nach ihrer Rückkehr nahmen die Musiker 1998 das Album Winner Take All bei Cacophone auf, dessen Veröffentlichung wieder mit einer Tour, auch durch Europa, begleitet wurde. Das dritte Album Fuel For Life entstand mit Roger Miret von Agnostic Front als Produzenten bei Nitro Records und wurde mit einer Tour mit Flogging Molly bekannt gemacht.
Für das Album Automatic arbeitete die Band zunächst mit Blag Dahlia von The Dwarves als Produzent bei Gearhead Records, die Platte wurde dann abschließend von Billy Milano von S.O.D. abgemischt.
Nach der Veröffentlichten ihres fünften Albums Avenue X, das sie selbst produzierten, folgte eine Tour durch Australien. 2006 verließ der Bassist Michael Dolan die Band und wurde durch Tim Lozada ersetzt. Jer Duckworth erweiterte die Formation als zweiter Gitarrist.
Mit befreundeten Bands nahmen die Turbo A.C.’s mehrere Splits auf, Platten, auf denen jede Band Songs der anderen einspielt.

## Diskografie

### Alben
- Damnation Overdrive (1996, Blackout! Records)
- Winner Take All (1998, Cacophone Records / Community/Renate Records)
- Fuel For Life (2001, Nitro Records)
- Automatic (2003, Gearhead Records / Bitzcore Records)
- Avenue X (2005, Gearhead Records / Bitzcore Records)
- Live To Win (2006, Gearhead Records / Bitzcore Records)
- Kill everyone (2011, Concrete Jungle)
- Radiation (2018, Concrete Jungle)

### Sonstige
- Supercharged Straight To Hell (1995, Turbo Titans Records)
- Eat My Dust/Righteous Ruler 7" (1995, Blackout! Records)
- Chupacabra! 7" (1997, Blackout! Records)
- Hellboys/Turbo A.C.’s Split 7" (1997, Explicit Sound Records)
- Hit & Run 7" (1999, Into The Vortex)
- Hit The Road 10" Picture Disc (1999, Community/Renate Records)
- Nova 7" (2000, Fan Boy Records)
- Primer Black Split mit The Electric Hellclub (2000, Knock Out Records)
- Clean Split mit The Demonics (2000, Radio Blast Records)
- Turbonaut Split mit The Dwarves (2005, No Balls Records)
- 1-800 Eat Shit 7" (2005, Be Fast Records)
- Split 7" mit Christmas (2018, Eigenproduktion)